# Fo Guang Shantempel (Manchester)
De Fo Guang Shantempel in Manchester is de tweede Fo Guang Shantempel in het Verenigd Koninkrijk. Deze boeddhistische tempel lag na de opening in augustus 1993 aan de Faulkner Street in Manchester Chinatown. Nadat de tempel steeds meer bezoekers aantrok, werd de tempel verplaatst naar de Chung Yee Building, aan de Portland Street, net buiten Chinatown. De tempel bevat een meditatieruimte, een bibliotheek, een keuken en de schrijnen bevatten de beelden van Sakyamuni Boeddha, Avalokitesvara Bodhisattva en Ksitigarbha.